# Полькон
Полькон (пол. Polcon) – старейший и на протяжении многих лет крупнейший польский конвент поклонников фантастики. 

## Регламент
Полькон — это странствующее мероприятие. Из года в год оно проводится в разных местах Польши и организовывается местным клубом фантастики, по образцу Евроконов или Ворлдконов. Место проведения выбирается на два года вперёд форумом фэндома на Польконе из предложений клубов, желающих принять участие в организации. Проголосовать может любой участник Полькона, который появится на конвенте. Как правило, продолжительность конвента длится от одних суток до четырёх.
Программа этого самого важного из польских съездов всегда очень насыщенна. В течение всего времени проведения мероприятия проходят встречи с почётными иностранными гостями, авторами, издателями и критиками фантастики, презентации ролевых игр, показы фильмов, дискуссии, конкурсы и игры, продвижение игр и книг в жанре фантастики, выставки графики и живописи. Одним из основных пунктов программы Полькона, наряду со встречами с почётными гостями, являются выборы и награждение лауреатов литературной премии им. Януша А. Зайдля в двух номинациях — роман и рассказ. В голосовании принимают участие участники конвента и лица, оплатившие так называемую аккредитацию, поддерживающую право голоса по почте и конвентные материалы. По возможности организаторы съезда приглашают и известных зарубежных писателей.

## История проведения[2]
Почётные гости
Косплееры
| Фестиваль                              | Время проведения             | Место проведения                                             |
| -------------------------------------- | ---------------------------- | ------------------------------------------------------------ |
| Полькон-1985                           | 1985                         | Блажеевко                                                    |
| Полькон-1986 Силкон-1986               | 1986                         | Катовице                                                     |
| Полькон-1987                           | 1987                         | Варшава                                                      |
| Полькон-1988                           | 1988                         | Катовице                                                     |
| Полькон-1989                           | 1989                         | Гданьск                                                      |
| Полькон-1990                           | 1990                         | Ваплево,                                                     |
| Еврокон-1991 Полькон-1991              | 1991                         | Краков                                                       |
| Полькон-1992                           | 1992                         | Белосток                                                     |
| Полькон-1993                           | 1993                         | Ваплево,                                                     |
| Полькон-1994                           | 22 — 25 сентября 1994        | Люблин                                                       |
| Полькон-1995 Нордкон-1995              | 1995                         | Ястшембя-Гу́ра                                                |
| Полькон-1996                           | не проводился                | не проводился                                                |
| Полькон-1997                           | 1997                         | Катовице                                                     |
| Полькон-1998                           | 10 — 13 сентября 1998        | Белосток                                                     |
| Полькон-1999                           | 1999                         | Варшава                                                      |
| Еврокон-2000 Полькон-2000 Балткон-2000 | 2 — 6 августа 2000           | Гдыня                                                        |
| Полькон-2001                           | 2001                         | Катовице                                                     |
| Полькон-2002                           | 29 августа — 1 сентября 2002 | Краков                                                       |
| Полькон-2003                           | 2003                         | Эльблонг                                                     |
| Полькон-2004                           | 19 — 22 августа 2004         | Зелёна-Гура,                                                 |
| Полькон-2005                           | 25 — 28 августа 2005         | Блажеевко                                                    |
| Полькон-2006                           | 24 — 27 августа 2006         | Люблин                                                       |
| Полькон-2007                           | 30 августа — 2 сентября 2007 | Варшава                                                      |
| Полькон-2008                           | 28 — 31 августа 2008         | Зелёна-Гура                                                  |
| Полькон-2009                           | 27 — 30 августа 2009         | Лодзь                                                        |
| Еврокон-2010 Паркон-2010 Полькон-2010  | 26 — 29 августа 2010         | Цешин / Чески-Тешин                                          |
| Полькон-2011                           | 25 — 28 августа 2011         | Познань                                                      |
| Полькон-2012                           | 23 — 26 августа 2012         | Вроцлав                                                      |
| Полькон-2013                           | 29 августа — 1 сентября 2013 | Варшава                                                      |
| Полькон-2014                           | 4 — 7 сентября 2014          | Бельско-Бяла                                                 |
| Полькон-2015                           | 20 — 23 августа 2015         | Познань, кампус Познанского технического университета        |
| Полькон-2016                           | 18 — 22 августа 2016         | Вроцлав                                                      |
| Полькон-2017                           | 24 — 27 августа 2017         | Люблин                                                       |
| Полькон-2018                           | 12 — 15 июля 2018            | Торунь                                                       |
| Полькон-2019                           | 8 — 11 августа 2019          | Белосток, кампус Белостокского государственного университета |
| Полькон-2020                           | не проводился                | не проводился                                                |
| Полькон-2021                           |                              | Зелёна-Гура                                                  |
| Полькон-2022                           |                              | Краков                                                       |
| Полькон-2023                           |                              | Лодзь                                                        |
| Полькон-2024 (Коперникон)              |                              | Торунь                                                       |